# 11219 Benbohn
A 11219 Benbohn (ideiglenes jelöléssel 1999 JN20) a Naprendszer kisbolygóövében található aszteroida. A LINEAR projekt keretében fedezték fel 1999. május 10-én.